# Brydż
Brydż (ang. bridge) – logiczna gra karciana, w której bierze udział czterech graczy tworzących dwie rywalizujące ze sobą pary. Gracze stanowiący parę siedzą naprzeciwko siebie. Każda para stara się uzyskać lepszy wynik punktowy od wyniku przeciwników. Gra składa się z dwóch odrębnych części: licytacji oraz rozgrywki. Podczas licytacji gracze deklarują wzięcie pewnej minimalnej liczby lew oraz wskazują kolor atutowy lub jego brak, a najwyższa deklaracja staje się kontraktem ostatecznym, z którego trzeba się wywiązać podczas drugiej części zwanej rozgrywką. Punkty zdobywa para, która deklarowała kontrakt i go zrealizowała albo para przeciwna, jeśli kontrakt nie został zrealizowany. Ponadto, w szczególnych przypadkach, przyznawane są dodatkowe premie punktowe. Do gry używana jest standardowa talia 52 kart. Istnieje wiele odmian brydża, ale zasadnicza istota i cele gry nie zmieniają się.

## Historia
Brydż wywodzi się od wcześniejszej gry zwanej wistem, która pojawiła się w Anglii w XVI wieku. Gra szybko się rozpowszechniała i zaczęły powstawać nowe odmiany. W 1742 roku powstała pierwsza książka o grze napisana przez Edmonda Hoyle’a. Prawdziwy rozkwit wista nastąpił w XIX wieku. W 1857 roku odbył się pierwszy turniej międzynarodowy. Popularność gry zaczęła jednak znacznie szybciej rosnąć w Stanach Zjednoczonych, niż na Starym Kontynencie. W 1881 roku została założona Amerykańska Liga Wista.
W różnych krajach podejmowano próby uatrakcyjnienia wista i stworzenia bardziej wymagającej gry. W drugiej połowie XIX w Polsce powstał wist z licytacją, który dodawał do wista licytację za pomocą liczby lew i kolorów bardzo podobną do tej ze współczesnego brydża. Gra zyskała w Polsce popularność, ale została wyparta przez bardzo podobnego do niej winta. 
W tym samym czasie powstała, najprawdopodobniej w Rosji (choć niektóre teorie utożsamiają miejsce powstania brydża z Turcją i Egiptem) odmiana wista, nazwana później brydżem. Początkowo gra nie dorównywała wistowi popularnością, jednakże w 1896 roku powstała pierwsza publikacja na temat brydża: „Biritch or Russian Whist”.

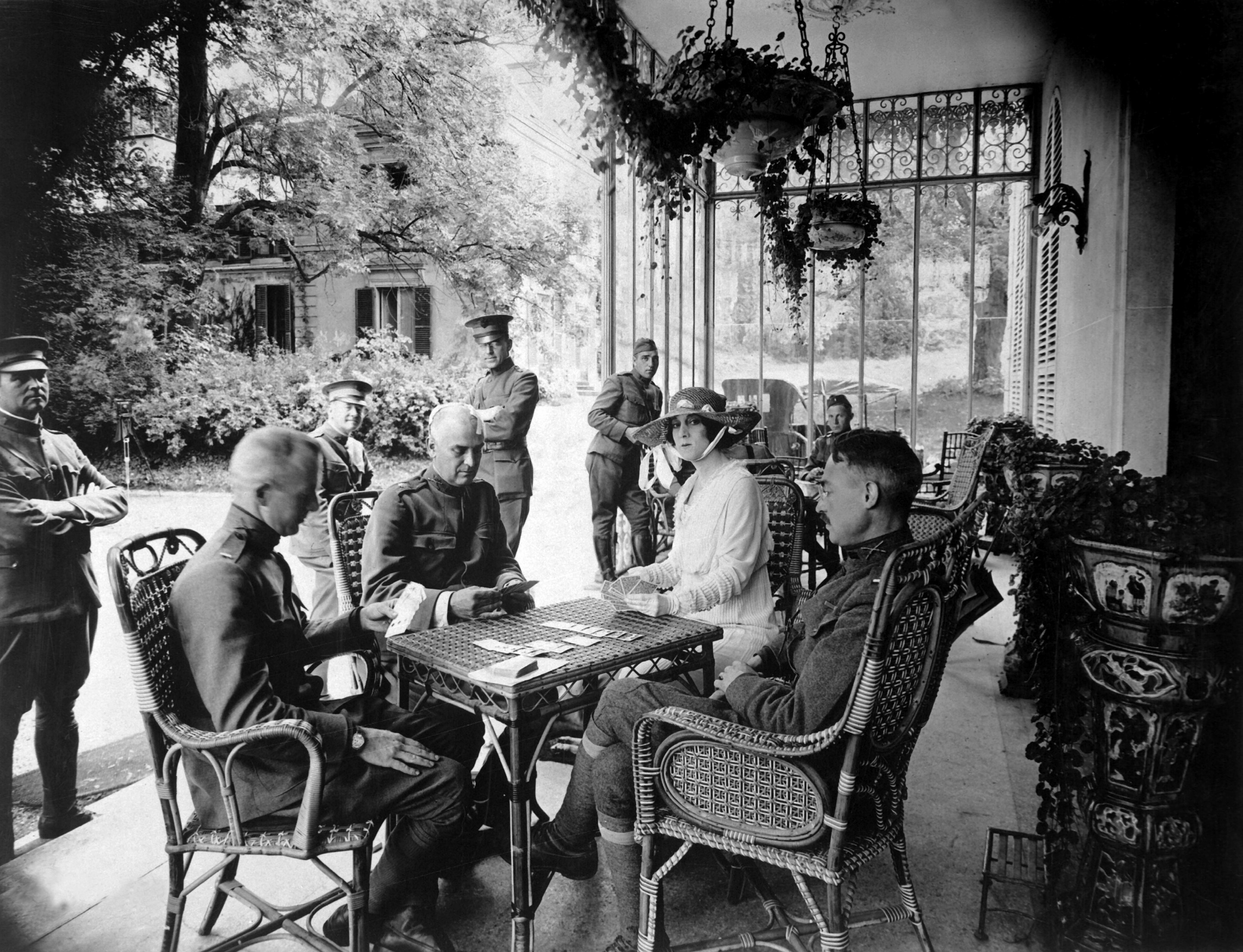
Ranni oficerowie amerykańscy grający w brydża podczas rekonwalescencji. Chateau de Villegenis, Palaiseau, Francja, wrzesień 1918

Na początku XX w. zyskała popularność odmiana brydża zwana okszenem (ang. auction bridge). W roku 1926 Harold Vanderbilt opracował zmienione zasady gry – dodał bardzo wysokie premie za szlema i szlemika, a także zróżnicował kary za wpadki w zależności od tzw. założeń. Współczesna wersja gry (ang. contract bridge) wywodzi się z zasad przez niego wymyślonych. W 1928 roku założono Amerykańską Ligę Brydżową, a w 1958 Światową Federację Brydża. Pierwsza olimpiada brydżowa odbyła się w 1960 roku.
Nazwa gry brydż jest spolszczeniem nazwy angielskiej „bridge”. W oryginale nie oznacza ona jednak „mostu” – pochodzenie tego słowa nie jest do końca jasne – ale jak sugeruje słownik oksfordzki jest to angielska wersja rosyjskiego słowa „biricz” (rosyjskiej odmiany wista wywodzącej się z tureckiej gry „bir-üç”, po raz pierwszy opisanej w książce wydanej w 1896 roku pod tytułem Biritch – Russian whist).

## Zasady gry

### Wstęp
Zasady gry w brydża regulowane są przepisami Prawa Brydżowego. Dotyczą one zarówno brydża robrowego (ang. rubber bridge), który jest towarzyską formą gry, jak i brydża porównawczego (ang. duplicate bridge), który jest formą sportową. Wszelkie odmiany gry w brydża wywodzą się z brydża robrowego. Poniższy opis dotyczy właśnie brydża robrowego.
Na robra składają się dwie partie gry wygrane przez jedną z par. Partie wygrywa para, która zdobędzie minimum 100 pkt. za zadeklarowane i zrealizowane lewy, przy czym nieistotne jest, czy te 100 pkt. zostanie zdobyte w jednym rozdaniu, czy w kilku. Zatem rober może składać się z kilku (minimum dwóch) lub z kilkunastu rozdań. Dla pary, która jest po partii zwiększane są kary punktowe za niezrealizowanie kontraktu, ale także zwiększane są premie specjalne. Najmniejszym kompletnym fragmentem gry jest rozdanie, które składa się z następujących faz:
- rozdania kart[10];
- licytacji[11];
- rozgrywki[12];
- podliczenia lew[13] i dokonania zapisu[14].

Przed pierwszym rozdaniem gracz siedzący z lewej strony rozdającego tasuje karty. Rozdający kładzie potasowaną talię przed graczem siedzącym po jego prawej stronie, aby ten ją przełożył. Następnie rozdaje wszystkie karty po jednej, zgodnie z ruchem wskazówek zegara, rozpoczynając od gracza siedzącego na lewo od niego. W talii są 52 karty, a więc każdy gracz otrzymuje po 13 kart. Ponieważ potasowanie i rozdanie takiej liczby kart trwa długo, to zwykle w brydża gra się dwiema taliami o różnych wzorach koszulek. Partner rozdającego tasuje drugą talię kart, gdy trwa rozdawanie, po czym kładzie ją z prawej strony do użycia w następnym rozdaniu. Rotacja rozdającego również następuje zgodnie z ruchem wskazówek zegara.
Gracze trzymają swoje karty tak, aby nie mogli ich zobaczyć pozostali. Przyjęło się układać karty barwami na przemian i porządkować w ich obrębie według starszeństwa.

### Licytacja
Po rozdaniu kart rozdający rozpoczyna licytację. Podczas licytacji gracze kolejno deklarują chęć i możliwość wzięcia określonej liczby lew poprzez zgłoszenie odzywki. W przeciwieństwie do np. tysiąca lub skata, gdzie licytuje się liczbami, odzywka w brydżu składa się z liczby i miana. Ponieważ każdy gracz rozpoczyna z 13 kartami, a na jedną lewę przypada jedna karta, to do wzięcia jest 13 lew. Najniższa odzywka musi być deklaracją wzięcia ponad połowy lew. Zatem odzywka na poziomie jednego oznacza zobowiązanie do wzięcia 7 lew, czyli 6+1. Odzywka na poziomie dwóch oznacza zobowiązanie do wzięcia 8 lew, czyli 6+2 itd. aż do odzywki na poziomie siedmiu, czyli zobowiązania do wzięcia 6+7, czyli wszystkich 13 lew. Mianem jest dowolny z czterech kolorów: ♣️️ (trefle), ♦️ (karo), ♥️️ (kiery), ♠️️ (piki) lub BA (bez atu). Miano ostatniej odzywki zgłoszonej w trakcie licytacji oznacza kolor atutowy. I tak np. 1♥️️ oznacza dosłownie: „zobowiązuję się wziąć siedem lew, jeśli kiery będą kolorem atutowym”. 1BA oznacza zobowiązanie do wzięcia siedmiu lew, bez deklarowania koloru atutowego itd.
Gracze licytują zgodnie z ruchem wskazówek zegara. Każda kolejna odzywka musi być wyższa od poprzedniej. Starszeństwo mian w licytacji jest następujące (od najmłodszego): ♣️️, ♦️, ♥️️, ♠️️, BA (bez atu). Stąd najniższą odzywką w brydżu jest 1♣️️, a najwyższą 7BA. Wolno zgłosić odzywkę w starszym mianie na tym samym poziomie, co poprzedni gracz, lub w młodszym mianie na poziomie wyższym. Przykładowo, jeżeli poprzedni gracz zalicytował 1♥️️  można zgłosić na poziomie jednego 1♠️️ lub 1BA. Trefle (♣️️) i kara (♦️) można zgłosić minimalnie na poziomie dwóch. Nie ma obowiązku licytowania na najniższym poziomie. Można licytować dowolnie wysoko. Jeżeli gracz nie chce deklarować żadnego kontraktu może powiedzieć pas. W przeciwieństwie do np. pokera, w brydżu gracze mogą wielokrotnie pasować w trakcie jednej licytacji i nie wyłącza ich to z uczestnictwa w dalszej jej części.
Oprócz 28 odzywek kolorowych, 7 odzywek bezatutowych i pasów istnieją dwie odzywki specjalne: kontra i rekontra. Kontra może być dana wyłącznie na kontrakt przeciwników i oznacza dosłownie: „nie sądzę, abyście zrealizowali swój kontrakt”. Kontra zwiększa karę za nieugranie kontraktu, ale również zwiększa zapis za jego ugranie. Rekontra jest dodatkowym zapewnieniem, że kontrakt zostanie zrealizowany i może być dana przez stronę deklarującą tylko po kontrze przeciwników. Rekontra jeszcze bardziej zwiększa zapis za wygranie kontraktu, ale również zwiększa karę w przypadku wpadki. Licytacja kończy się, gdy po dowolnej odzywce pozostali trzej gracze spasują. Przykładowo licytacja może wyglądać tak:
| S   | W   | N   | E   |
| --- | --- | --- | --- |
| —   | pas | pas | 1♦️ |
| 2♥️️ | 2♠️️ | 3♥️️ | 4♠️️ |
| pas | pas | pas |     |

W brydżu przyjęto oznaczać graczy stronami świata: N (North=północ), E (East=wschód), S (South=południe) i W (West=zachód).
Licytacja rozpoczęła się od W. Gracze W i N nie mieli wystarczająco dobrej karty, aby otworzyć licytację, więc spasowali. E otworzył 1♦️, na co S powiedział 2♥️️. W zgłosił 2♠️️. N podwyższył deklarację (poparł) partnera zgłaszając 3♥️️, a E poparł W licytując 4♠️️, po których pozostali gracze spasowali. Odzywka 4♠️️, jako najwyższa deklaracja, stała się kontraktem ostatecznym. W ten sposób zakończyła się faza licytacji, którą wygrała para WE.

Gracz który pierwszy zgłosił miano kontraktu końcowego (w zwycięskiej parze) zostaje rozgrywającym, a jego partner od tego momentu staje się dziadkiem. Para przeciwna nazywana jest obrońcami. Celem rozgrywającego jest zrealizowanie kontraktu, tj. wzięcie zadeklarowanej liczby lew. Obrońcy starają się mu to uniemożliwić, względnie zminimalizować liczbę wziętych lew.

### Rozgrywka
Rozgrywkę rozpoczyna gracz siedzący na lewo od rozgrywającego. Kładzie przed sobą dowolną kartę, tak aby wszyscy mogli ją widzieć, tzn. wistuje. Po pierwszym wiście dziadek wykłada wszystkie swoje karty na stół, tak aby mogli je widzieć pozostali gracze. Układa je kolorami w kolumnach, z kolorem atutowym (o ile taki występuje) po swojej prawej stronie. Odtąd nie będzie on brał czynnego udziału w grze i będzie dokładał karty na polecenie rozgrywającego. Po wistującym, pozostali gracze kolejno dokładają do lewy po jednej karcie, zgodnie z ruchem wskazówek zegara. Gracze mogą dołożyć dowolną kartę, ale muszą dokładać do koloru pierwszej zagranej karty w lewie. Jeżeli nie mają kart w kolorze wistu, to mogą dołożyć dowolną kartę. Cztery kolejno wyłożone karty to lewa. Hierarchia kart w brydżu jest następująca (od najstarszej): A, K, D, W, 10, 9, 8, 7, 6, 5, 4, 3, 2. Jeżeli w lewie nie ma atutów, to bierze ją ten z graczy, który dołożył najstarszą kartę w kolorze pierwszej zagranej karty. Jeżeli w lewie są atuty, to bierze ją ten gracz, który dołożył najstarsze atu. Np.:
|      |   | 7♥️️ |   |     |
|      |   | N   |   |     |
| 10♥️️ | W |     | E | 4♠️️ |
|      |   | S   |   |     |
|      |   | 7♣️️ |   |     |

Gracz W zawistował 10♥️️, N dołożył 7♥️️, natomiast gracze E i S nie mieli do koloru i dołożyli odpowiednio 4♠️️ i 7♣️️. 10♥️️ jest kartą wygrywającą lewę, jeżeli jest to gra bez atu lub atutami są kiery lub kara. 4♠️️ i 7♣️️ są wygrywające, jeśli są to karty atutowe. Gracz N nie może zdobyć lewy w tym układzie kart.

W przeciwieństwie do np. tysiąca, w brydżu nie ma obowiązku przebijania.
Gracz, który wziął lewę, wychodzi do kolejnej lewy (wistuje) itd., aż do zagrania wszystkich 13 kart przez graczy. Jeden z graczy w każdej parze przechowuje wszystkie zdobyte lewy. W przypadku gry bezatutowej rozgrywka toczy się według tych samych zasad, z wyjątkiem tego, że nie ma koloru atutowego. Warto zauważyć, że starszeństwo kolorów obowiązuje tylko w trakcie licytacji. W trakcie rozgrywki wszystkie kolory są równoprawne, z wyjątkiem koloru atutowego (o ile taki istnieje). Po zakończeniu rozgrywki gracze liczą zdobyte lewy i zapisują punkty.

## Punktacja
Podstawowym systemem zapisu punktów w brydżu jest „zapis międzynarodowy” (kontraktowy). W Polsce, Izraelu i kilku krajach dawnych Austro-Węgier do lat 80. XX w. stosowany był także tzw. „zapis polski” z wysokimi premiami za dograne oraz licytowane szlemiki i szlemy, a także bardzo wysokimi karami za przegranie wylicytowanego szlemika lub szlema. Zbliżony do niego był „zapis plebiscytowy”. Magazyn Brydż w swoich numerach specjalnych podawał te trzy rodzaje zapisów do początku lat 80., później ograniczył się tylko do zapisu międzynarodowego. W dalszej części artykułu zostanie opisany zapis międzynarodowy.
W brydżu robrowym gra toczy się do momentu wygrania przez którąś z par dwóch partii. Para wygrywa partię w momencie zdobycia minimum 100 pkt. za grę własną i to wyłącznie za zadeklarowane i ugrane lewy.
Zapis w brydżu robrowym podzielony jest poziomą linią na dwie części. Punkty na partie zapisywane są „pod kreską”.
Punkty za nadróbki (lewy niezadeklarowane i wzięte „nad miarowo”), za lewy wpadkowe (lewy brakujące do zrealizowania kontraktu) przeciwników i inne premie zapisywane są „nad kreską” i nie wliczają się do partii.
Po wygraniu partii przez jedną z par zapis „pod kreską” ponownie jest podkreślany poziomą linią i w ten sposób punkty zdobyte przez parę w poprzedniej partii nie są wliczane do następnej. Wygranie dwóch partii przez jedną z par kończy robra. Para, która wygrała dwie partie otrzymuje dodatkową premię punktową. Wtedy zapis jest ponownie podkreślany i sumowane są punkty w kolumnach osobno dla każdej pary (zarówno te „pod kreską” jak i „nad kreską”). Para, która zdobyła większą liczbę sumarycznych punktów wygrywa robra.

### Zapis międzynarodowy
Punktacja za grę własną
1. Pod kreską (punkty liczone do zrobienia partii):
| Za każdą wylicytowaną i ugraną lewę powyżej szóstej | ♣️ | ♦️ | ♥️  | ♠️  | BA            | BA             |
| Za każdą wylicytowaną i ugraną lewę powyżej szóstej | ♣️ | ♦️ | ♥️  | ♠️  | pierwsza lewa | każda następna |
| bez kontry                                          | 20 | 20 | 30  | 30  | 40            | 30             |
| z kontrą                                            | 40 | 40 | 60  | 60  | 80            | 60             |
| z rekontrą                                          | 80 | 80 | 120 | 120 | 160           | 120            |

2. Nad kreską (nie liczone do zrobienia partii):
Nadróbki:
| za każdą nadróbkę | bez kontry   | z kontrą | z rekontrą |
| przed partią      | wartość lewy | 100      | 200        |
| po partii         | wartość lewy | 200      | 400        |

Premie:
Za wygranie kontraktu z kontrą: 50
Za wygranie kontraktu z rekontrą: 100
Szlemiki:
| Za wylicytowanie i wygranie: - szlemika (12 lew) - szlema (13 lew) | przed partią: | po partii: |
| Za wylicytowanie i wygranie: - szlemika (12 lew) - szlema (13 lew) | 500 1000      | 750 1500   |

Za wygranie robra:
- jeżeli przeciwnicy nie mieli partii: 700
- jeżeli przeciwnicy mieli partię: 500

Za niedokończony rober (konwencja nie zawsze stosowana):
- za partię: 300
- za zapis częściowy: 50

Punktacja za grę w obronie
Obrońcy zyskują punkty za wpadki przeciwników (wzięcie liczby lew mniejszej od wylicytowanej).
| Lewy wpadkowe: | bez kontry | z kontrą      | z kontrą       | z kontrą                           | z rekontrą    | z rekontrą     | z rekontrą                         |
|                | każda lewa | pierwsza lewa | każda następna | premia za czwartą i każdą następną | pierwsza lewa | każda następna | premia za czwartą i każdą następną |
| przed partią   | 50         | 100           | 200            | 100                                | 200           | 400            | 200                                |
| po partii      | 100        | 200           | 300            | 0                                  | 400           | 600            | 0                                  |

Punktacja dla obu stron
Za honory w jednej ręce:
- wszystkie honory atutowe (A K Q J 10) albo 4 asy w grze w BA: 150
- 4 honory atutowe: 100

Aby wygrać partię w jednym rozdaniu, konieczne jest zadeklarowanie i wygranie kontraktu za 100 pkt., co oznacza, że należy ugrać co najmniej:
- 5♣️️ 5♦️ 4♥️️ 4♠️️ lub 3BA bez kontry
- 3♣️️ 3♦️ 2♥️️ 2♠️️ lub 2BA z kontrą
- 2♣️️ 2♦️ 1♥️️ 1♠️️ lub 1BA z rekontrą.

## Komunikacja z partnerem
Kwintesencją brydża jest współdziałanie z partnerem, którego karty pozostają nieznane. Jedynymi legalnymi nośnikami informacji są ustalone wcześniej znaczenia poszczególnych odzywek licytacyjnych w fazie licytacji oraz znaczenia sygnałów wistowych i zrzutek w fazie rozgrywki. Ustalenia te noszą nazwę odpowiednio systemów: licytacyjnych i wistowych. Przyjmuje się, że wszelkie ustalenia muszą być jawne dla obu stron. Przeciwnik ma prawo pytać o znaczenie poszczególnych odzywek licytacyjnych, a także o stosowane wisty i zrzutki – odpowiadając na te pytania nie wolno ukrywać żadnych ustaleń.
Zarówno podczas licytacji, jak i rozgrywki wypowiadanie się na temat posiadanych kart i werbalne ustalanie z partnerem wspólnej strategii gry jest niedopuszczalne. Zabronione jest również stosowanie jakichkolwiek „tajnych” sygnałów (w rodzaju: jeśli położę kartę bliżej lewej strony, to mam asa), a także zachowania mogące wpłynąć na podświadomość partnera (lub zmylenie przeciwnika), na przykład udawanie głębszego namysłu, okazywanie zdenerwowania w określonych momentach gry itp. Aby ograniczyć możliwość podświadomej wymiany nielegalnych informacji (np. odczytywania intencji partnera z modulacji głosu w trakcie licytacji), w brydżu sportowym, stosowane są kurtyny zasłaniające partnerów oraz tabliczki z odzywkami, dzięki którym nie używa się głosu.

## Brydż sportowy a towarzyski
Brydż może być grą towarzyską, podobnie jak w wiele innych gier karcianych takich jak np. „tysiąc” czy „66”, ale może również przybierać formę współzawodnictwa sportowego. Towarzysko, zazwyczaj gra się w brydża robrowego. Rywalizację sportową umożliwia brydż porównawczy. Formy rywalizacji są różne i dzielą się:
- ze względu na rywalizujących na:
  - turnieje brydżowe, do których zaliczane są:
    - turnieje teamów
    - turnieje par
    - turnieje indywidualne

  - mecze brydżowe

- ze względu na sposób liczenia wyników:
  - na zapis maksymalny
  - na punkty meczowe
  - systemem Pattona

Podstawowe różnice między brydżem porównawczym (sportowym), a brydżem robrowym:
- W brydżu robrowym założenia danego rozdania (tzn. kto w danym rozdaniu jest po partii, a kto przed partią), mające wpływ na wysokość uzyskiwanych premii, zależą od aktualnej sytuacji zapisowej w robrze. W brydżu porównawczym dla każdego rozdania założenia są określone z góry (zależą one od numeru rozdania) i są widoczne na pudełkach rozdaniowych. Ponadto, ponieważ nie rozgrywa się robrów lecz pojedyncze rozdania, premiowane jest uzyskanie zapisu częściowego (niecałej partii) oraz wygranie pierwszej partii.
- W brydżu robrowym, wynik robra często zależy od tego, jak silne karty „los” przydzielił danej parze. W brydżu porównawczym każde rozdanie, po rozegraniu go na jednym stole, przenoszone jest w pudełku rozdaniowym kolejno na następne stoły i tam jest rozgrywane przez innych graczy. W ten sposób można porównać, jaki wynik punktowy uzyskali różni gracze grając tymi samymi kartami. Końcowy wynik turnieju lub meczu zależy nie od jakości otrzymanych kart, lecz od sposobu ich wykorzystania przez poszczególne pary. Zatem w brydżu sportowym szczęście i przypadek mają marginalne znaczenie. O wyniku decydują przede wszystkim umiejętności graczy. Jednak brydż jest grą w sensie teorii gier i zawiera element podejmowania decyzji przy ograniczonej informacji (inaczej niż np. szachy). Z tego powodu mogą zdarzyć się rozdania, w których zagranie teoretycznie (statystycznie) gorsze da lepszy wynik, niż zagranie optymalne. Jednakże w praktyce, w brydżu sportowym przy rozegraniu kilkunastu rozdań, efekt ten zostaje zniwelowany i na dłuższą metę wygrywają lepsi.
- Obecnie w brydżu sportowym często nie rozdaje się kart własnoręcznie, gracze otrzymują już gotowe pudełka z kartami, które zostały uprzednio rozdane na podstawie rozkładu wygenerowanego przez komputer.
- Gracze grający w brydża sportowego zazwyczaj stosują konwencje licytacyjne, czyli umowy, na mocy których zalicytowanie określonej odzywki w danej sytuacji nie ma znaczenia naturalnego, lecz właśnie ściśle określone znaczenie umowne (nie jest to obowiązkowe, ale zwiększa efektywność gry na tyle, że bez tego trudno o dobry wynik).
- Brydż sportowy doczekał się obszernej literatury oraz własnej terminologii. Istnieje olbrzymia liczba systemów licytacyjnych umożliwiających precyzyjną wymianę informacji i dochodzenie do optymalnych kontraktów.

W brydżu rozgrywane są mistrzostwa świata oraz mistrzostwa poszczególnych krajów i kontynentów. Od lat siedemdziesiątych Polska należy do czołówki światowej. Oficjalną organizacją w Polsce, która opiekuje się brydżem, jest Polski Związek Brydża Sportowego, a organizacją międzynarodową jest Światowa Federacja Brydża (World Bridge Federation).

## Odmiany
Zostało opracowanych wiele odmian brydża dla dwóch czy trzech osób, najpopularniejszą odmianą gry trzyosobowej jest tzw. „gra z dziadkiem”.